# Molly Lindell
Molly Karin Helena Lindell, född 11 juni 1906 i Stockholm, död 1992, var en svensk målare.

## Biografi
Lindell var dotter till Nils Ahlström och Hilma Håkansson och från 1928 gift med avdelningschefen Herbert Lindell. Hon studerade vid Edward Berggren och Otte Skölds målarskolor i Stockholm, samt vid Academie Julian och för André Lhote i Paris. Hon genomförde även ett flertal studieresor till Frankrike. Separat ställde hon ut på Galleri Paletten i Norrköping och Galerie Æsthetica i Stockholm samt medverkade i samlingsutställningar med olika grupper, bland annat vid HSB-utställningen i Stockholm. Hennes konst består av barnporträtt, samt motiv från Stockholm, mestadels i pastell samt landskap i olja, gouache eller pastell.  